# Василий Венанций
Вижте пояснителната страница за други личности с името Венанций.
Василий Венанций Млади (на латински: Basilius Venantius iunior) е политик на Източната Римска империя през началото на 6 век.
Син е на Деций Марий Венанций Василий (консул 484 г.). Баща е на Флавий Деций (консул 529 г.) и на Деций Павлин (консул 534 г.).
През 508 г. той е консул заедно с Флавий Целер. Венанций става patricius през 511 и отново през 533 г.